# Удай Сингх II
Удай Сингх II (4 августа 1522 — 28 февраля 1572) — махараджа меварский, основатель города Удайпур, расположенного в нынешнем Раджастхане. Сын Санграма Сингха и Карнавати, принцессы Бунди.

## Биография
Удай Сингх II родился в Читторе в августе 1522 года в раджпутском клане Сисодия. После смерти своего отца, Санграма Сингха, махараджей стал его брат Ратан Сингх II. Однако он был убит в 1531 году на войне. Его сменил его брат Викрамадитья Сингх. Во время правления Викрамадитьи, когда султан Гуджарата Бахадур-Шах из династии Музаффаридов захватил Читтор в 1535 году, Удай Сингх был отправлен в Бунди для безопасности. В 1537 году Викрамадитья был убит своим двоюродным братом Ванвиром Сингхом, который узурпировал трон. Ванвир пытался убить и Удай Сингха, но кормилица Удая Панна Дай пожертвовала своим сыном Чанданом, чтобы спасти Удая от его гнуснопрославленного родственника, и увезла Удая в Кумбхалгарх. Она стала жить в Бунди и не позволяла Удаю Сингху приходить и встречаться с ней. Два года принц тайно жил в Кумбхалгархе, переодевшись племянником местного правителя. Ванвир Сингх не был признан законным махараджей Мевара и позже был разгромлен Удаем, дальнейшие упоминания о нём неясны.
В 1540 году Удай Сингх II был коронован в Кумбхалгархе вельможами Мевара. В том же году родился его старший сын Пратап Сингх I от первой жены, Джайвантабаи Сонгары (дочери Ахейраджа Сонгары из Джалора). У него было 24 сына и множество жён. Его вторая жена, Саджабаи Соланкини, родила ему сыновей, Шакти Сингха и Викрама Дев Сингха. Дхирбай Бхаттияни была его любимой женой и матерью его сыновей, Джагмала Сингха, Кунвара Агар Сингха, Кунвара Пачьяд Сингха. Дхирбай также родила Удаю Сингху двух дочерей. Веербай Джаала была матерью Кунвара Сагара Сингха и Кунвара Раи Сингха.
В 1544 году Шер-шах вторгся в Марвар после победы над Малдевом Ратхором при Саммеле. Удай Сингх II только что победил в гражданской войне в Меваре и не имел ресурсов для борьбы с Шер-шахом, поэтому он сдал свою столицу Читтор Шер-шаху и подчинился его власти на условиях, что Шер-шах не причинит вреда жителям Мевара. Шер Шах также принял условия, поскольку знал, что осада города была бы долгой и дорогостоящей.
Удай Сингх II и его советники считали, что Читтор слишком уязвим для атаки противника, и поэтому планировали перенести столицу Мевара в более безопасное место. В 1559 году начались работы в гирвском районе Мевара, и в том же году началось рытьё искусственного озера для орошения. Рытьё озера было завершено в 1562 году, и новая столица вскоре стала называться Удайпур.
Лишь в 1555 году Удай Сингх II смог свергнуть власть Суридов. Пока продолжались войны Великих Моголов против афганских феодалов, он спокойно руководил своим княжеством. Впрочем, в 1558 году Удай Сингх II был вынужден направить своего сына Пратап Сингха заложником в Дели
В 1557 году Удай Сингх II потерпел поражение от марварского раджи Мальдева Ратхора в битве при Хармаде и уступил ему город Мерта.
В 1562 году Удай Сингх II дал убежище Баз-Бахадур-шаху, последнему султану Малвы, чей султанат было присоединён к империи Великих Моголов, и Чандрасену Ратхору, радже Марвара, чью страну постигла та же судьба. Тогда же Пратап Сингх сбежал из Дели. Это означало войну с Великими Моголами.
Осенью 1567 года армия Моголов приблизилась к столице Мевара, городу Читтору. В сентябре 1567 года сын Удай Сингха II, Шакти Сингх, несмотря на неприязненные отношения со своим отцом, приехал к нему из Дхолпура и рассказал о планах императора моголов Акбара захватить Читтор. Согласно историку Кавираджу Шьямалдасу, Удай Сингх II созвал военный совет. Вельможи посоветовали ему укрыться вместе с семьёй в холмах, оставив гарнизон в Читторе. 23 октября 1567 года Акбар разбил свой лагерь недалеко от Читтора. Удай Сингх II удалился в Гогунду (которая позже стала его временной столицей), оставив Читтор в руках своих верных военачальников Джаймала Ратхора и Патты. Акбар захватил Читтор после четырёхмесячной осады 23 февраля 1568 года. Осада завершилась жестоким разграблением города, в результате которого погибли гарнизон Читтора и 25-40 000 мирных жителей. После того как Читтор был оканчательно потерян Великим Моголам, Удай Сингх II позже окончательно перенёс свою столицу в Удайпур.
Удай Сингх II умер в 1572 году в Гогунде. Последние годы своей жизни он посвятил отстройке своей новой столицы. Перед смертью его сын Джагмал пытался захватить трон, но вельможи Мевара не позволили Джагмалу добиться успеха и 1 марта 1572 года провозгласили махараджой Пратапа Сингха I.

## В современной культуре
- В романтической драме 2008 года «Джодха и Акбар» роль Удай Сингха II играл актёр Сурендра Пал.
- В телесериале 2013 года «Махаражда Пратап» роль Удай Сингха II играл актёр Шакти Ананд.